# シェルター・レコード
シェルター・レコード (英: Shelter Records)は、レオン・ラッセルとレコード・プロデューサーのデニー・コーデルが設立したアメリカ合衆国のレコードレーベルで、1969年から1981年まで存在した。

## 概要
シェルターはロサンゼルスとラッセルの故郷オクラホマ州タルサの2箇所に事務所を開設し、教会を改装したレコーディング・スタジオとスタジオを利用するアーティストのための住居やその他設備を用意して「ワークショップの雰囲気」を押し出すことを試みた。タルサのレコーディング・スタジオ、チャーチ・スタジオは歴史的建造物の教会を使用していた。
ラッセルは1976年までシェルターに在籍している。彼はシェルターを離れたあと、自身のレーベル、パラダイス・レコードを設立したが、その後はコーデルがシェルターの単独の所有者となった。
シェルター・レコードの商標は、チャーチ・スタジオのテレサ・ノックスが所有している。
同レーベルは、ラッセルの他にタルサ・サウンドのアーティスト、J・J・ケイル、ドゥワイト・トゥイリー・バンド、ギャップ・バンドをはじめ、アラン・ガーバー、（ジェシー・ウルフ・アンド・ウィングスの）ジェシー・バリッシュ、ドン・ニックス、フレディ・キング、トム・ペティ&ザ・ハートブレイカーズ、フィービ・スノウ、リチャード・トーランス・アンド・ユーリカ、ウィリス・アラン・ラムジー、グリース・バンドといったアーティストたちと契約をした。
シェルター・レコードはまた、レゲエ・アーティストのボブ・マーリーのアメリカにおける最初のシングル、「Duppy Conqueror」をリリースしている。

## 配給の歴史
シェルター・レコードは当初ブルー・サム・レコードによって配給されていたものの、その後1970年から1973年の間、キャピトル・レコード/EMIが配給を担当した。その間、レーベルのロゴは赤地に反転したスーパーマンのロゴが付いた卵があしらわれていた。このロゴをDCコミックスが問題とし、商標権侵害でシェルターを訴えた。シェルターはキャピトル/EMIとの配給契約が終了するまでの期間は、スーパーマンのロゴの部分を黒いバーで塗りつぶす措置を取った。その後は、シェルターのロゴは卵に手描きで"S"の文字が描かれたものが使われるようになっている。
1974年から1975年まで、シェルターは黄色のレーベルと新しいロゴを使い、MCAレコードが配給した。その後1975年から1977年は、配給はABCレコードに移っている。ここでは当初は黄色のレーベル、続いて土星の形をした輪の中にシェルターの卵があしらわれたロゴを配した赤みがかったオレンジ色のレーベルが使われた。このレーベルの下部には擬人化した三日月のイラストが添えられた。
1977年にシェルターの配給は主にドゥワイト・トゥイリー・バンドのためにアリスタに移管されるが、トム・ペティとJ・J・ケイルについてはABCが引き続き権利を留保した。シェルターはABCがMCAに売却された1979年まで活動を続けた。MCAはシェルター名義でもう一枚J・J・ケイルのアルバムをリリースしたが、その後はABCが権利を保有していたシェルターの音源はMCA傘下のバックストリート・レコードからリリースされるようになった。
シェルターとアリスタの契約は1981年に終了し、これによりシェルター・レコードは終焉を迎えた。その後間もなく、シェルター音源はのちにDCCとして知られることとなるダンヒル・コンパクト・クラシックスに買収され、そこからいくつかのLPおよびコンピレーションが再発されている。DCCはレコーディング・エンジニアのスティーヴ・ホフマンがリマスターを行ない他のレーベル音源のコンピレーションCDを主に発売したが、その後倒産した。
1991年、シェルターの音楽出版物はロンドー・ミュージックに売却された。1993年、シェルターの音源はキャピトル・レコード/EMIに買収され、傘下のライト・スタッフが多くの作品を再発したが、トム・ペティとJ・J・ケイルのアルバムはこの中には入らなかった。これは、トム・ペティのシェルターのアルバムの権利がペティの財産管理団体の管理下にあり、ワーナー・ミュージック・グループが所有するライノによって配給されていたこと、またペティが以前所属していたリプリーズ・レコードとJ・J・ケイルのシェルターのアルバムについてはMCAの後継会社のユニバーサル ミュージック グループの管理下にあったことによるものであった。
英国では、1970年代末にはアイランド・レコードがシェルターの作品を配給していた。

## リリース作品[13]

### 1970年
- Leon Russell - 『Leon Russell』 (SW 8901)
- Don Nix - 『In God We Trust』 (SW 8902)

### 1971年
- Leon Russell & the Shelter People - 『Leon Russell & Shelter People』 (SW 8903)
- Grease Band - 『Grease Band』 (SW 8904)
- Freddie King - 『Getting Ready...』 (SW 8905)
- Leon Russell & Marc Benno - 『Asylum Choir II』 (SW 8910)

### 1972年
- Jim Horn - 『Through the Eye』 (SW 8906)
- Jesse, Wolff & Wings - 『Jesse, Wolff & Wings』 (SW 8907)
- J.J. Cale - 『Naturally』 (SW 8908)
- Alan Gerber - 『The Alan Gerber Album』 (SMAS 8909)
- Leon Russell - 『Carney』 (SW 8911)
- J.J. Cale - 『Really』 (SW 8912)
- Freddie King – 『Texas Cannonball』 (SW 8913)
- Willis Alan Ramsey - 『Willis Alan Ramsey』 (SW 8914)

### 1973年
- D.J. Rogers - 『D.J. Rogers』 (SW 8915)
- Black Grass - 『Black Grass』 (SW 8916)
- Leon Russell - 『Leon Live』 (STCO 8917)
- Jim Horn - 『Jim’s Horns』 (SW 8918)
- Freddie King - 『Woman Across The River』 (SW 8919)
- Jimmy Rogers - 『Gold Tailed Bird』 (SW 8921)
- Hank Wilson - 『Hank Wilson’s Back, Vol. I』 (SW 8923)
- Mary McCreary - 『Butterflies in Heaven』 (MCA-347)

### 1974年
- J.J. Cale - 『Okie』 (SR 2107)
- Leon Russell - 『Stop All That Jazz』 (SR 2108)
- Phoebe Snow - 『Phoebe Snow』 (SR 2109)
- Mary McCreary - 『Jezebel』 (SR 2119)
- The Gap Band - 『Magician's Holiday』 (SR 2111)
- Richard Torrance - 『Eureka』 (SR 2112)
- Don Preston - 『Don Preston Has Been Here All the Time』 (SR 2114)
- O'Neal Twins - 『O'Neal Twins』 (SR 2125)
- Larry Hosford - 『Larry Hosford A. K. A. Lorenzo』 (SR 2132)

### 1975年
- Richard Torrance & Eureka - 『Belle of the Ball』 (SR 2134)
- Leon Rusell - 『Will o’ the Wisp』 (SR 2138)
- Freddie King - 『The Best of Freddie King』 (SR 2140)

### 1976年
- Dwight Twilley Band - 『Sincerely』 (SRL 52001)
- J.J. Cale - 『Troubadour』 (SRL 52002)
- Larry Hosford - 『Cross Words』 (SRL 52003)
- Leon Russell - 『Best of Leon』 (SRL 52004)
- Lyons & Clark - 『Prisms』 (SRL 52005)
- Tom Petty & Heartbreakers - 『Tom Petty & Heartbreakers』 (SRL 52006)

### 1977年
- Richard Torrance & Eureka III - 『Living Today』 (52023)

### 1978年
- Tom Petty & Heartbreakers - 『You're Gonna Get It!』 (DA 52029)

### 1979年
- J.J. Cale - 『5』 (MCA 3163)